# Episodi di The Expanse (sesta stagione)
La sesta e ultima stagione della serie televisiva The Expanse, composta da sei episodi, è stata pubblicata sul servizio di streaming on demand Prime Video dal 10 dicembre 2021 al 14 gennaio 2022.
| nº | Titolo originale | Titolo italiano    | Pubblicazione    |
| -- | ---------------- | ------------------ | ---------------- |
| 1  | Strange Dogs     | Il peso del mondo  | 10 dicembre 2021 |
| 2  | Azure Dragon     | La Azure Dragon    | 17 dicembre 2021 |
| 3  | Force Projection | Mosse strategiche  | 24 dicembre 2021 |
| 4  | Redoubt          | Ridotta            | 31 dicembre 2021 |
| 5  | Why We Fight     | Perché combattiamo | 7 gennaio 2022   |
| 6  | Babylon's Ashes  | Babylon's Ashes    | 14 gennaio 2022  |

## Il peso del mondo
- Titolo originale: Strange Dogs
- Diretto da: Breck Eisner
- Scritto da: Naren Shankar

### Trama
Sono passati alcuni mesi e la Terra deve difendersi continuamente da asteroidi lanciati da Marco Inaros. Sebbene vengano tutti intercettati, i detriti secondari continuano a causare vittime e stanno modificando la biosfera in modo simile ad un inverno nucleare, con il rischio di una carestia. Su Cerere intanto Marco è osannato come eroe proclamandola capitale cinturiana, mentre Filip vacilla nell'accettare di avere ucciso milioni di terrestri e, mentre è ubriaco, uccide un suo amico. Altrove Drummer, a bordo della Tynan, usa l'altra sua nave, la Dewalt, come esca per i cacciatori di taglie della Marina Libera. Tuttavia l'inesperienza di Michio fa fallire l'attacco e sono costretti a sovraccaricare la Dewalt per eliminare i nemici. Frustrata dalla sua mancanza di predisposizione al combattimento, Drummer chiede a Michio di lasciare momentaneamente la nave. La Rocinante intanto sta dando la caccia ai cinturiani della Marina Libera nel tentativo di fermare gli attacchi con asteroidi. Il gruppo scopre un asteroide con installato un motore funzionante e, mentre è sulla superficie ad ispezionarlo, Holden è costretto a danneggiare il computer di guida per fermarlo mentre si sta avviando. Naomi è insofferente alla presenza di Clarissa, pensando che Amos l'abbia portata come sostituzione di Alex, ma decodifica i dati del computer di guida dell'asteroide, scoprendo che sono direzionati da una nave osservatore che orbita in modalità silenziosa, la Azure Dragon. Holden manda queste informazioni ad Avasarala che decide sia giunto il momento di agire ed informa Draper di volerle assegnare un nuovo incarico.
- Durata: 44 minuti
- Guest star: Kathleen Robertson (Rosenfeld Guoliang), Anna Hopkins (Monica Stuart), Joanne Vannicola (Nico Sanjrani), Gabriel Darku (Yoan), Ted Dykstra (Gareth), Vanessa Smythe (Michio), Samer Salem (Josep).

## La Azure Dragon
- Titolo originale: Azure Dragon
- Diretto da: Jeff Woolnough
- Scritto da: Daniel Abraham e Ty Franck

### Trama
Sulla colonia di Laconia, una bambina di nome Cara avvelena per errore una specie indigena con una barretta proteica. Tenta di rimettere i suoi piccoli nel nido con un drone, ma si rompe e un'altra creatura simile ad un cane prende il corpo dell'animale morto. Nel frattempo nella cintura l'equipaggio di Drummer incontra Liang Walker, un vecchio pirata dell'APE formalmente alleato di Marco Inaros che ha però accettato di tenere al sicuro Michio. Mentre discutono, capiscono di avere entrambi interesse nel danneggiare Marco Inaros. Intanto Avasarala, in viaggio sulla UNN Zenobia, chiede alla giornalista Monica di fare un reportage sulla terribile situazione della popolazione sulla Terra per smuovere le coscienze dei cinturiani. Nel frattempo Draper sale a bordo della Rocinante su ordine di Avasarala per aiutarli nella missione di catturare la Azure Dragon. Durante l'abbordaggio Naomi ha una crisi da disturbo da stress post-traumatico, ma Clarissa prende il suo posto e salva la vita a Draper. Catturata la nave e ottenute tutte le informazioni sugli attacchi di asteroidi di Marco Inaros, Holden redarguisce Clarissa per non avere seguito i suoi ordini, ma allo stesso tempo per la prima volta la considera un membro dell'equipaggio. Intanto su Cerere, Marco fa rilasciare Filip liquidando la faccenda, quando riceve la notizia della cattura della Azure Dragon: intuisce quindi che a breve dovranno iniziare la battaglia contro gli interni.
- Durata: 43 minuti
- Guest star: Kathleen Robertson (Rosenfeld Guoliang), Anna Hopkins (Monica Stuart), Joanne Vannicola (Nico Sanjrani), Ted Dykstra (Gareth), Stuart Hughes (Liang Walker), Gabriel Darku (Yoan), Vanessa Smythe (Michio), Samer Salem (Josep).

## Mosse strategiche
- Titolo originale: Force Projection
- Diretto da: Jeff Woolnough
- Scritto da: Dan Nowak

### Trama
Su Laconia Cara torna sul luogo dove ha visto lo strano animale e scopre che il drone è stato riparato e l'animale morto è ora vivo. Quando torna a casa per dare la notizia, scopre che il fratello è morto in seguito ad un incidente. Intanto nel Sistema Solare le flotte terrestri e marziane arrivano su Cerere e scoprono che Inaros è fuggito lasciando alla popolazione solo provviste per tre settimane. Avasarala dà ordine di dare provviste alla popolazione pur intuendo fosse il piano di Inaros, ma improvvisamente un'esplosione coinvolge il porto della stazione. Drummer e Walker nel frattempo incontrano altre navi che accettano di unirsi a loro per contrastare Inaros. Sulla Rocinante, diretta verso Cerere, l'equipaggio ha modo di parlare e Naomi analizza i dati che coinvolgono la sparizione di alcune navi, come la Barkeith, durante il viaggio tra gli anelli. Amos riceve invece un messaggio dal botanico Prax che gli rivela della scoperta di un lievito in grado di produrre enormi quantità di cibo, mandandogli i dati dopo che una sua collega che lo studiava è stata uccisa. Nel frattempo Inaros si sta ritirando con tre navi verso la stazione Medina: Filip fronteggia il padre dicendogli che tra i cinturiani alcuni lo accusano di essere un codardo per essere fuggito da Cerere ed egli spiega le sue ragioni. Durante il tragitto si imbattono per caso nella Rocinante e Marco Inaros, forte delle sue tre navi, ordina di attaccare nonostante i pareri contrari. Tuttavia la Rocinante, meglio armata e con equipaggio più avvezzo alla battaglia, contrattacca danneggiando due navi nemiche, compresa quella di Marco Inaros. Holden chiama quest'ultimo intimandogli la resa e, di fronte al rifiuto, spara un missile per distruggere la nave, ma disattiva la testata quando vede che anche Filip è a bordo, lasciandolo fuggire.
- Durata: 42 minuti
- Guest star: Kathleen Robertson (Rosenfeld Guoliang), Elizabeth Mitchell (Reverendo Dottoressa Annushka "Anna" Volovodov), Terry Chen (Dottor Praxidike "Prax" Meng), Anna Hopkins (Monica Stuart), Joanne Vannicola (Nico Sanjrani), Ted Dykstra (Gareth), Stuart Hughes (Liang Walker), Krista Bridges (Ammiraglio Sandrine Kirino), Vanessa Smythe (Michio), Samer Salem (Josep).

## Ridotta
- Titolo originale: Redoubt
- Diretto da: Anya Adams
- Scritto da: Dan Nowak

### Trama
Al funerale del fratello, Cara si trova a discutere con l'ammiraglio Duarte sul significato del sacrificio, quando i due vengono interrotti dallo scienziato Cortazar che dice di avere trovato il modo di attivare la struttura di protomolecola in orbita. Su Cerere, mentre permangono i dissensi contro gli interni, Monica mostra ad Avasarala un documentario commovente in cui un senzatetto di Cerere aiuta i soldati terrestri coinvolti nelle esplosioni del porto. Nel frattempo sulla Rocinante Clarissa scopre che Holden ha disattivato il missile che ha colpito la nave di Inaros e lo confida ad Amos. Egli si confronta col suo capitano disapprovando la sua scelta. Holden confessa l'accaduto anche a Naomi che ribatte che ciò la farà sentire in colpa per ogni altro morto causato da Marco Inaros. Intanto i gruppi di Drummer e Walker catturano uno dei depositi di Inaros, ma nello scontro con gli uomini a sua difesa Josep perde un braccio. Nel frattempo Filip viene degradato per avere contestato pubblicamente suo padre e lavora in una navetta riparazione con il tecnico Tadeo, facendoci amicizia e scoprendo che suo fratello era su Cerere durante le esplosioni. Durante una pausa, ricevono un messaggio di Drummer che viene trasmesso in tutto il sistema, dove accusa Inaros di avere rubato le scorte ai cinturiani per incolpare gli interni e dandogli del codardo per avere abbandonato Cerere. Di fronte al tentennamento dell'equipaggio, Filip li redarguisce prendendo le difese del padre.
- Durata: 46 minuti
- Guest star: Kathleen Robertson (Rosenfeld Guoliang), Anna Hopkins (Monica Stuart), Joanne Vannicola (Nico Sanjrani), Ted Dykstra (Gareth), Stuart Hughes (Liang Walker), Krista Bridges (Ammiraglio Sandrine Kirino), Vanessa Smythe (Michio), Samer Salem (Josep).

## Perché combattiamo
- Titolo originale: Why We Fight
- Diretto da: Anya Adams
- Scritto da: Daniel Abraham e Ty Franck

### Trama
Cara trafuga il corpo del fratello per portarlo dallo strano animale e riportarlo in vita. Dopo essersi addormentata nella foresta, Cara si sveglia trovando il fratello vivo, ma con occhi neri e che dice di sentirsi strano. Intanto una flotta marziana distrugge le navi a guardia dell'Anello chiedendo la resa della stazione Medina, ma viene improvvisamente distrutta da alcuni grandi cannoni installati sulla stazione. Nel frattempo Filip scopre che il fratello di Tadeo è morto nelle esplosioni di Cerere e glielo comunica: l'uomo si dispera confessando di avere piazzato lui gli esplosivi con la promessa che sarebbero morti solo degli interni. Intanto Drummer e i suoi alleati portano le provviste sottratte a Marco su Cerere e Avasarala chiede un incontro, ricevendo un rifiuto. Mentre Amos e Draper discutono della decisione di Holden di risparmiare Marco, Naomi si confronta con la dottoressa Okoye e scoprono che ogni viaggio dell'Anello corre il rischio di risvegliare l'Entità che aveva estinto i costruttori. Holden comunica quanto scoperto ad Avasarala, mentre Naomi incontra quindi Drummer chiedendole di parlare con Avasarala. Le due donne infine si incontrano in pubblico nel porto di Cerere: Avasarala promette di fare il possibile per migliorare la condizione dei cinturiani dopo la sconfitta di Marco e forma un'alleanza con Drummer.
- Durata: 47 minuti
- Guest star: Kathleen Robertson (Rosenfeld Guoliang), Anna Hopkins (Monica Stuart), Joanne Vannicola (Nico Sanjrani), Ted Dykstra (Gareth), Krista Bridges (Ammiraglio Sandrine Kirino), Lyndie Greenwood (Dottoressa Elvi Okoye), Vanessa Smythe (Michio), Samer Salem (Josep).

## Babylon's Ashes
- Titolo originale: Babylon's Ashes
- Diretto da: Breck Eisner
- Scritto da: Daniel Abraham, Ty Franck e Naren Shankar

### Trama
Cara torna a casa con il fratello, ma i genitori sono spaventati dall'aspetto del figlio e chiamano i soldati, perciò i due fratelli fuggono di casa. Nel frattempo le flotte di combinate di Terra, Marte e la fazione di Drummer si dividono per intercettare le tre flotte in cui si è divisa la Marina Libera di Inaros diretta all'Anello. La flotta terrestre ingaggia la nave di Marco Inaros, ma scopre che si tratta di un'esca: la vera nave, camuffata da mercantile, attacca a sorpresa la flotta di Drummer, incapacitandola. Walker, gravemente ferito nell'attacco, fa schiantare la sua nave contro quella di Marco, danneggiandola. Marco riceve poi un messaggio dall'ammiraglio Duarte, che rifiuta di aiutarlo e anzi afferma di volere tagliare ogni rapporto con lui. Nel frattempo la Rocinante, usando come scudo una portaghiaccio, entra nell'Anello e fa sbarcare una squadra d'assalto sulla stazione Medina, tra cui ci sono Draper e Amos, per catturare i cannoni e usarli contro Marco al suo arrivo. Tuttavia l'attacco fallisce e la Rocinante è costretta a distruggere i cannoni. Consapevole che la flotta di Marco sta per arrivare, Naomi elabora un piano per annientarlo: la portaghiaccio viene fatta esplodere insieme ai missili rimasti alla Rocinante, causando un picco di energia che risveglia l'Entità nel momento in cui la flotta di Marco attraversa l'Anello, consumandola. All'insaputa di tutti, Filip ha però abbandonato la nave prima dell'arrivo ormai in disaccordo con il padre. Dopo la vittoria, Terra, Marte e la Cintura stabiliscono di creare un'organizzazione indipendente che vigili sull'utilizzo dei portali dell'Anello ed eleggono Holden come primo presidente. Tuttavia egli come prima decisione rinuncia all'incarico in favore di Drummer, spiegando ad Avasarala che è l'unico modo per portare la pace nel Sistema Solare. Draper diventa la nuova pilota della Rocinante e l'equipaggio riprende il proprio viaggio libero da vincoli.
- Durata: 63 minuti
- Guest star: Kathleen Robertson (Rosenfeld Guoliang), Anna Hopkins (Monica Stuart), Joanne Vannicola (Nico Sanjrani), Ted Dykstra (Gareth), Stuart Hughes (Liang Walker), Brian George (Voce sulla Zenobia), Vanessa Smythe (Michio), Samer Salem (Josep).